# Mörtträsket (Piteå socken, Norrbotten, 725011-172971)
Mörtträsket är en sjö i Piteå kommun i Norrbotten och ingår i Åbyälvens huvudavrinningsområde. Sjön har en area på 0,415 kvadratkilometer och ligger 275,1 meter över havet. Mörtträsket ligger i Åbyälven Natura 2000-område.

## Delavrinningsområde
Mörtträsket ingår i det delavrinningsområde (725037-173155) som SMHI kallar för Ovan Klubbälven. Medelhöjden är 270 meter över havet och ytan är 33,19 kvadratkilometer. Räknas de 59 avrinningsområdena uppströms in blir den ackumulerade arean 784,58 kvadratkilometer. Avrinningsområdets utflöde Åbyälven mynnar i havet. Avrinningsområdet består mestadels av skog (83 procent) och sankmarker (13 procent). Avrinningsområdet har 0,68 kvadratkilometer vattenytor vilket ger det en sjöprocent på 2 procent.